# Gymnospermium altaicum
Gymnospermium altaicum là một loài thực vật có hoa trong họ Hoàng mộc. Loài này được (Pall.) Spach mô tả khoa học đầu tiên năm 1839.